# Morten Olsen
Morten Per Olsen (Vordingborg, 14 augustus 1949) is een Deens voormalig voetbaltrainer en voetballer. Olsen werd twee keer verkozen tot Deens voetballer van het jaar.

## Clubcarrière
Morten Olsen, een centrale verdediger, begon op jonge leeftijd in zijn geboortestad bij Vordingborg IF. In 1968 debuteerde hij in het A-elftal van die club. Olsen was toen negentien jaar.
In 1970 verhuisde Olsen naar B 1901 Nykøbing, een club die toen in de 1. division van Denemarken voetbalde. De Deense verdediger bleef er drie seizoenen en trok dan naar het buitenland. Zo kwam hij in 1972/73 terecht in België bij Cercle Brugge. Morten Olsen werd meteen een vaste waarde bij Cercle en speelde vier seizoenen lang bijna elke wedstrijd mee. Dit bleef niet onopgemerkt en er kwamen al gauw grotere clubs uit België een kijkje nemen. Verder kluste Olsen bij in de slagerij van Jeanne Duplessis.
In 1976 trok Olsen naar RWDM, dat net landskampioen was geworden. Ook daar werd de Deense voetballer een vaste waarde en speelde hij bijna elke wedstrijd mee. In 1980 trok de toen 31-jarige verdediger naar RSC Anderlecht. Daar veroverde hij ook zijn basisplaats in het eerste elftal. Olsen werd een van de belangrijkste spelers van Anderlecht uit de jaren tachtig en won met de Brusselse club drie keer het landskampioenschap en in 1983 de UEFA Cup. In 1986 besloot de Deense voetballer om in West-Duitsland te gaan voetballen, waar Olsen ging spelen voor 1. FC Köln. Olsen verbleef er drie seizoenen en stopte in 1989 met voetballen; hij was toen veertig jaar.

## Interlandcarrière
Olsen speelde in totaal 102 interlands en scoorde vier keer voor zijn vaderland. Onder leiding van de Oostenrijkse bondscoach Rudi Strittich maakte hij zijn debuut voor het Deens voetbalelftal op 23 september 1970 in de wedstrijd tegen Noorwegen (0–1). Olsen begon die wedstrijd in de basis en moest na 55 minuten plaatsmaken voor Jørgen Markussen. Ook Per Friis Sørensen (Brønshøj BK) maakte zijn debuut in die wedstrijd, dat gespeeld werd in het kader van de strijd om de Nordic Cup. Olsen leidde de nationale ploeg als aanvoerder naar drie eindtoernooien: het EK 1984, WK 1986 en EK 1988.
Zijn laatste interland speelde hij op 18 juni 1989 tegen Brazilië. Ter gelegenheid van het honderdjarige bestaan van de Deense voetbalbond speelde de nationale selectie een mini-toernooi, met deelname van Zweden en Brazilië. In de wedstrijd tegen de Zuid-Amerikanen nam Olsen de openingstreffer voor zijn rekening. Hij werd na 62 minuten gewisseld voor Jan Bartram (Bayer Uerdingen). Denemarken won het duel met 4–0. De overige treffers kwamen op naam van Michael Laudrup (2) en Lars Olsen.
| Interlands van Morten Olsen voor Denemarken | Interlands van Morten Olsen voor Denemarken | Interlands van Morten Olsen voor Denemarken | Interlands van Morten Olsen voor Denemarken | Interlands van Morten Olsen voor Denemarken | Interlands van Morten Olsen voor Denemarken |
| №                                           | Datum                                       | Wedstrijd                                   | Uitslag                                     | Competitie                                  | Goals                                       |
| Als speler van B 1901                       | Als speler van B 1901                       | Als speler van B 1901                       | Als speler van B 1901                       | Als speler van B 1901                       | Als speler van B 1901                       |
| ------------------------------------------- | ------------------------------------------- | ------------------------------------------- | ------------------------------------------- | ------------------------------------------- | ------------------------------------------- |
| 1                                           | 23 september 1970                           | Denemarken – Noorwegen                      | 0 − 1                                       | Nordic Cup                                  |                                             |
| 2                                           | 11 november 1970                            | Schotland – Denemarken                      | 1 − 0                                       | EK-kwalificatie                             |                                             |
| 3                                           | 25 november 1970                            | België – Denemarken                         | 2 − 0                                       | EK-kwalificatie                             |                                             |
| 4                                           | 21 april 1971                               | Zwitserland – Denemarken                    | 2 − 1                                       | OS-kwalificatie                             |                                             |
| 5                                           | 5 mei 1971                                  | Denemarken – Zwitserland                    | 4 − 0                                       | OS-kwalificatie                             | Goal                                        |
| 6                                           | 12 mei 1971                                 | Portugal – Denemarken                       | 5 − 0                                       | EK-kwalificatie                             |                                             |
| 7                                           | 28 juli 1971                                | Denemarken – Japan                          | 3 − 2                                       | Oefeninterland                              |                                             |
| 8                                           | 1 augustus 1971                             | Denemarken – Engeland                       | 3 − 2                                       | Oefeninterland                              | Goal                                        |
| 9                                           | 25 augustus 1971                            | West-Duitsland – Denemarken                 | 1 − 3                                       | Oefeninterland                              |                                             |
| 10                                          | 8 september 1971                            | Denemarken – Finland                        | 0 − 0                                       | Nordic Cup                                  |                                             |
| 11                                          | 26 september 1971                           | Noorwegen – Denemarken                      | 1 − 4                                       | Nordic Cup                                  |                                             |
| 12                                          | 10 oktober 1971                             | Denemarken – Roemenië                       | 2 − 1                                       | OS-kwalificatie                             |                                             |
| 13                                          | 18 april 1972                               | Denemarken – West-Duitsland                 | 0 − 1                                       | Oefeninterland                              |                                             |
| 14                                          | 3 mei 1972                                  | Denemarken – Engeland                       | 1 − 2                                       | Oefeninterland                              |                                             |
| 15                                          | 21 mei 1972                                 | Roemenië – Denemarken                       | 2 − 3                                       | OS-kwalificatie                             |                                             |
| 16                                          | 7 juni 1972                                 | Denemarken – Finland                        | 3 − 0                                       | Nordic Cup                                  |                                             |
| 17                                          | 29 juni 1972                                | Zweden – Denemarken                         | 2 − 0                                       | Nordic Cup                                  |                                             |
| Als speler van KSV Cercle Brugge            |                                             |                                             |                                             |                                             |                                             |
| 18                                          | 21 november 1973                            | Frankrijk – Denemarken                      | 3 − 0                                       | Oefeninterland                              |                                             |
| 19                                          | 3 juni 1974                                 | Denemarken – Zweden                         | 0 − 2                                       | Nordic Cup                                  |                                             |
| 20                                          | 6 juni 1974                                 | Finland – Denemarken                        | 1 − 1                                       | Nordic Cup                                  |                                             |
| 21                                          | 3 september 1974                            | Denemarken – Indonesië                      | 9 − 0                                       | Oefeninterland                              |                                             |
| 22                                          | 25 september 1974                           | Denemarken – Spanje                         | 1 − 2                                       | EK-kwalificatie                             |                                             |
| 23                                          | 9 oktober 1974                              | Denemarken – IJsland                        | 2 − 1                                       | Oefeninterland                              |                                             |
| 24                                          | 13 oktober 1974                             | Denemarken – Roemenië                       | 0 − 0                                       | EK-kwalificatie                             |                                             |
| 25                                          | 11 mei 1975                                 | Roemenië – Denemarken                       | 6 − 1                                       | EK-kwalificatie                             |                                             |
| 26                                          | 25 september 1975                           | Zweden – Denemarken                         | 0 − 0                                       | Nordic Cup                                  |                                             |
| 27                                          | 11 mei 1976                                 | Zweden – Denemarken                         | 1 − 2                                       | Oefeninterland                              |                                             |
| 28                                          | 23 mei 1976                                 | Cyprus – Denemarken                         | 1 − 5                                       | WK-kwalificatie                             |                                             |
| Als speler van RWD Molenbeek                |                                             |                                             |                                             |                                             |                                             |
| 29                                          | 1 september 1976                            | Denemarken – Frankrijk                      | 1 − 1                                       | Oefeninterland                              |                                             |
| 30                                          | 27 oktober 1976                             | Denemarken – Cyprus                         | 5 − 0                                       | WK-kwalificatie                             |                                             |
| 31                                          | 1 juni 1977                                 | Noorwegen – Denemarken                      | 0 − 2                                       | Oefeninterland                              |                                             |
| 32                                          | 15 juni 1977                                | Denemarken – Zweden                         | 2 − 1                                       | Nordic Cup                                  |                                             |
| 33                                          | 24 mei 1978                                 | Denemarken – Ierland                        | 3 − 3                                       | EK-kwalificatie                             |                                             |
| 34                                          | 31 mei 1978                                 | Noorwegen – Denemarken                      | 1 − 2                                       | Nordic Cup                                  |                                             |
| 35                                          | 11 oktober 1978                             | Denemarken – Bulgarije                      | 2 − 2                                       | EK-kwalificatie                             |                                             |
| 36                                          | 2 mei 1979                                  | Ierland – Denemarken                        | 2 − 0                                       | EK-kwalificatie                             |                                             |
| 37                                          | 9 mei 1979                                  | Denemarken – Zweden                         | 2 − 2                                       | Oefeninterland                              |                                             |
| 38                                          | 6 juni 1979                                 | Denemarken – Noord-Ierland                  | 4 − 0                                       | EK-kwalificatie                             |                                             |
| 39                                          | 12 september 1979                           | Engeland – Denemarken                       | 1 − 0                                       | EK-kwalificatie                             |                                             |
| 40                                          | 26 september 1979                           | Denemarken – Finland                        | 1 − 0                                       | Nordic Cup                                  |                                             |
| 41                                          | 24 november 1979                            | Spanje – Denemarken                         | 1 − 3                                       | Oefeninterland                              |                                             |
| 42                                          | 7 mei 1980                                  | Zweden – Denemarken                         | 0 − 1                                       | Nordic Cup                                  |                                             |
| 43                                          | 21 mei 1980                                 | Denemarken – Spanje                         | 2 − 2                                       | Oefeninterland                              |                                             |
| 44                                          | 4 juni 1980                                 | Denemarken – Noorwegen                      | 3 − 1                                       | Nordic Cup                                  |                                             |
| Als speler van RSC Anderlecht               |                                             |                                             |                                             |                                             |                                             |
| 45                                          | 15 oktober 1980                             | Denemarken – Griekenland                    | 0 − 1                                       | WK-kwalificatie                             |                                             |
| 46                                          | 1 november 1980                             | Italië – Denemarken                         | 2 − 0                                       | WK-kwalificatie                             |                                             |
| 47                                          | 15 april 1981                               | Denemarken – Roemenië                       | 2 − 1                                       | Oefeninterland                              |                                             |
| 48                                          | 1 mei 1981                                  | Luxemburg – Denemarken                      | 1 − 2                                       | WK-kwalificatie                             |                                             |
| 49                                          | 14 mei 1981                                 | Zweden – Denemarken                         | 1 − 2                                       | Nordic Cup                                  |                                             |
| 50                                          | 3 juni 1981                                 | Denemarken – Italië                         | 3 − 1                                       | WK-kwalificatie                             |                                             |
| 51                                          | 14 oktober 1981                             | Griekenland – Denemarken                    | 2 − 3                                       | WK-kwalificatie                             |                                             |
| 52                                          | 27 oktober 1982                             | Denemarken – Tsjecho-Slowakije              | 1 − 3                                       | Oefeninterland                              |                                             |
| 53                                          | 10 november 1982                            | Luxemburg – Denemarken                      | 1 − 2                                       | EK-kwalificatie                             |                                             |
| 54                                          | 27 april 1983                               | Denemarken – Griekenland                    | 1 − 0                                       | EK-kwalificatie                             |                                             |
| 55                                          | 1 juni 1983                                 | Denemarken – Hongarije                      | 3 − 1                                       | EK-kwalificatie                             |                                             |
| 56                                          | 21 september 1983                           | Engeland – Denemarken                       | 0 − 1                                       | EK-kwalificatie                             |                                             |
| 57                                          | 12 oktober 1983                             | Denemarken – Luxemburg                      | 6 − 0                                       | EK-kwalificatie                             |                                             |
| 58                                          | 26 oktober 1983                             | Hongarije – Denemarken                      | 1 − 0                                       | EK-kwalificatie                             |                                             |
| 59                                          | 16 november 1983                            | Griekenland – Denemarken                    | 0 − 2                                       | EK-kwalificatie                             |                                             |
| 60                                          | 16 mei 1984                                 | Tsjecho-Slowakije – Denemarken              | 1 − 0                                       | Oefeninterland                              |                                             |
| 61                                          | 6 juni 1984                                 | Zweden – Denemarken                         | 0 − 1                                       | Oefeninterland                              |                                             |
| 62                                          | 8 juni 1984                                 | Denemarken – Bulgarije                      | 1 − 1                                       | Oefeninterland                              |                                             |
| 63                                          | 12 juni 1984                                | Frankrijk – Denemarken                      | 1 − 0                                       | EK-eindronde                                |                                             |
| 64                                          | 16 juni 1984                                | Denemarken – Joegoslavië                    | 5 − 0                                       | EK-eindronde                                |                                             |
| 65                                          | 19 juni 1984                                | België – Denemarken                         | 2 − 3                                       | EK-eindronde                                |                                             |
| 66                                          | 24 juni 1984                                | Denemarken – Spanje                         | 1 − 1                                       | EK-eindronde                                |                                             |
| 67                                          | 26 september 1984                           | Denemarken – Noorwegen                      | 1 − 0                                       | WK-kwalificatie                             |                                             |
| 68                                          | 17 oktober 1984                             | Zwitserland – Denemarken                    | 1 − 0                                       | WK-kwalificatie                             |                                             |
| 69                                          | 14 november 1984                            | Denemarken – Ierland                        | 3 − 0                                       | WK-kwalificatie                             |                                             |
| 70                                          | 8 mei 1985                                  | Denemarken – Duitse Democratische Republiek | 4 − 1                                       | Oefeninterland                              |                                             |
| 71                                          | 5 juni 1985                                 | Denemarken – Sovjet-Unie                    | 4 − 2                                       | WK-kwalificatie                             |                                             |
| 72                                          | 11 september 1985                           | Denemarken – Zweden                         | 0 − 3                                       | Oefeninterland                              |                                             |
| 73                                          | 25 september 1985                           | Sovjet-Unie – Denemarken                    | 1 − 0                                       | WK-kwalificatie                             |                                             |
| 74                                          | 9 oktober 1985                              | Denemarken – Zwitserland                    | 0 − 0                                       | WK-kwalificatie                             |                                             |
| 75                                          | 16 oktober 1985                             | Noorwegen – Denemarken                      | 1 − 5                                       | WK-kwalificatie                             |                                             |
| 76                                          | 13 november 1985                            | Ierland – Denemarken                        | 1 − 4                                       | WK-kwalificatie                             |                                             |
| 77                                          | 26 maart 1986                               | Noord-Ierland – Denemarken                  | 1 − 1                                       | Oefeninterland                              |                                             |
| 78                                          | 13 mei 1986                                 | Noorwegen – Denemarken                      | 1 − 0                                       | Oefeninterland                              |                                             |
| 79                                          | 16 mei 1986                                 | Denemarken – Polen                          | 1 − 0                                       | Oefeninterland                              |                                             |
| 80                                          | 4 juni 1986                                 | Denemarken – Schotland                      | 1 − 0                                       | WK-eindronde                                |                                             |
| 81                                          | 8 juni 1986                                 | Denemarken – Uruguay                        | 6 − 1                                       | WK-eindronde                                |                                             |
| 82                                          | 13 juni 1986                                | Denemarken – West-Duitsland                 | 2 − 0                                       | WK-eindronde                                |                                             |
| 83                                          | 18 juni 1986                                | Denemarken – Spanje                         | 1 − 5                                       | WK-eindronde                                |                                             |
| Als speler van 1. FC Köln                   |                                             |                                             |                                             |                                             |                                             |
| 84                                          | 10 september 1986                           | Duitse Democratische Republiek – Denemarken | 0 − 1                                       | Oefeninterland                              |                                             |
| 85                                          | 24 september 1986                           | Denemarken – West-Duitsland                 | 0 − 2                                       | Oefeninterland                              |                                             |
| 86                                          | 29 oktober 1986                             | Denemarken – Finland                        | 1 − 0                                       | EK-kwalificatie                             |                                             |
| 87                                          | 12 november 1986                            | Tsjecho-Slowakije – Denemarken              | 0 − 0                                       | EK-kwalificatie                             |                                             |
| 88                                          | 29 april 1987                               | Finland – Denemarken                        | 0 − 1                                       | EK-kwalificatie                             |                                             |
| 89                                          | 3 juni 1987                                 | Denemarken – Tsjecho-Slowakije              | 1 − 1                                       | EK-kwalificatie                             |                                             |
| 90                                          | 9 september 1987                            | Wales – Denemarken                          | 1 − 0                                       | EK-kwalificatie                             |                                             |
| 91                                          | 23 september 1987                           | West-Duitsland – Denemarken                 | 1 − 0                                       | Oefeninterland                              |                                             |
| 92                                          | 14 oktober 1987                             | Denemarken – Wales                          | 1 − 0                                       | EK-kwalificatie                             |                                             |
| 93                                          | 27 april 1988                               | Oostenrijk – Denemarken                     | 1 − 0                                       | Oefeninterland                              |                                             |
| 94                                          | 10 mei 1988                                 | Hongarije – Denemarken                      | 2 − 2                                       | Oefeninterland                              |                                             |
| 95                                          | 1 juni 1988                                 | Denemarken – Tsjecho-Slowakije              | 0 − 1                                       | Oefeninterland                              |                                             |
| 96                                          | 5 juni 1988                                 | Denemarken – België                         | 3 − 1                                       | Oefeninterland                              | Goal                                        |
| 97                                          | 11 juni 1988                                | Denemarken – Spanje                         | 2 − 3                                       | EK-eindronde                                |                                             |
| 98                                          | 14 juni 1988                                | West-Duitsland – Denemarken                 | 2 − 0                                       | EK-eindronde                                |                                             |
| 99                                          | 17 juni 1988                                | Denemarken – Italië                         | 0 − 2                                       | EK-eindronde                                |                                             |
| 100                                         | 26 april 1989                               | Bulgarije – Denemarken                      | 0 − 2                                       | WK-kwalificatie                             |                                             |
| 101                                         | 17 mei 1989                                 | Denemarken – Griekenland                    | 7 − 1                                       | WK-kwalificatie                             |                                             |
| 102                                         | 18 juni 1989                                | Denemarken – Brazilië                       | 4 − 0                                       | Oefeninterland                              | Goal                                        |

## Trainerscarrière

### Brøndby IF en 1. FC Köln
In 1989, het jaar dat hij stopte met voetballen, begon hij aan zijn carrière als trainer bij het Deense Brøndby IF. Daar bleef hij drie seizoenen lang trainer. Na een korte tijd zonder club ging Olsen terug aan de slag als voetbaltrainer van zijn voormalige club 1. FC Köln. Olsen predikte bij beide clubs aan aanvallende voetbalfilosofie. Successen bleven echter uit, waardoor beide aanstelling in een voortijdig ontslag eindigden.

### Ajax
In januari 1997 werd hij aangesteld als trainer van Ajax, waar hij Louis van Gaal die zomer zou opvolgen. De club zag in Olsen een man die goed paste bij de club. Ajax won in het seizoen 1997/98 onder Olsens leiding de dubbel en reikte tot de kwartfinale van het UEFA Cup-toernooi, waarin Spartak Moskou te sterk bleek voor de Amsterdammers. Het eerste jaar van Olsen bij Ajax werd een recordseizoen. Het doelsaldo van +90 (112-22) was een record in de Eredivisie en ook het behaalde puntenaantal van 89 was sinds begin jaren zeventig niet meer gezien.
Het tweede seizoen in de hoofdstad werd voor Olsen een dramatisch jaar. Conflicten met de gebroeders Frank de Boer en Ronald de Boer verstoorden de rust in en rond de Arena. In een arbitragezaak rond een door Ajax geblokkeerde overgang naar FC Barcelona verweten zij hun trainer slechte trainingen te verzorgen. Olsen zinspeelde hierop op een vertrek, maar liet zich ompraten en begon, met de teleurgestelde gebroeders De Boer in de selectie, aan zijn tweede seizoen. Hierop liet Olsen weten zijn in de zomer van 1999 lopende contract niet te verlengen. Het bestuur bracht hierop Jan Wouters in stelling om het stokje van Olsen over te nemen. Na een slechte seizoensstart met veel interne strubbelingen, besloot Ajax Olsen nog voor de winterstop van het seizoen aan de kant te schuiven om plaats te maken voor Wouters. De druppel was uiteindelijk een 3–0 nederlaag tegen FC Porto in de UEFA Champions League. De club verweet Olsen dat hij de discipline niet goed genoeg handhaafde, wat Olsen pareerde. In de winterstop kwam Ajax alsnog tot overeenstemming met FC Barcelona over de overgang van de gebroeders De Boer.

### Bondscoach
In 2000 werd Olsen de bondscoach van Denemarken. Hij tekende bij de Deense bond een contract tot 2010, dat nadien werd verlengd tot 2015. Op 17 november 2015, nadat Denemarken was uitgeschakeld voor deelname aan het EK voetbal 2016, kondigde hij zijn afscheid aan. Hij had de selectie 166 duels onder zijn hoede. Olsen werd opgevolgd door de Noor Åge Hareide.
| Interlands Denemarken onder leiding van bondscoach Morten Olsen Bijgewerkt tot en met EK-kwalificatieduel tegen Zweden (2-2) op 17 november 2015 in Kopenhagen | Interlands Denemarken onder leiding van bondscoach Morten Olsen Bijgewerkt tot en met EK-kwalificatieduel tegen Zweden (2-2) op 17 november 2015 in Kopenhagen | Interlands Denemarken onder leiding van bondscoach Morten Olsen Bijgewerkt tot en met EK-kwalificatieduel tegen Zweden (2-2) op 17 november 2015 in Kopenhagen | Interlands Denemarken onder leiding van bondscoach Morten Olsen Bijgewerkt tot en met EK-kwalificatieduel tegen Zweden (2-2) op 17 november 2015 in Kopenhagen | Interlands Denemarken onder leiding van bondscoach Morten Olsen Bijgewerkt tot en met EK-kwalificatieduel tegen Zweden (2-2) op 17 november 2015 in Kopenhagen |
| № | Datum | Wedstrijd | Uitslag | Competitie |
| --- | --- | --- | --- | --- |
| 1 | 16 augustus 2000 | Faeröer – Denemarken | 0 − 2 | Oefeninterland |
| 2 | 2 september 2000 | IJsland – Denemarken | 1 − 2 | WK-kwalificatie |
| 3 | 7 oktober 2000 | Noord-Ierland – Denemarken | 1 − 1 | WK-kwalificatie |
| 4 | 11 oktober 2000 | Denemarken – Bulgarije | 1 − 1 | WK-kwalificatie |
| 5 | 15 november 2000 | Denemarken – Duitsland | 2 − 1 | Oefeninterland |
| 6 | 24 maart 2001 | Malta – Denemarken | 0 − 5 | WK-kwalificatie |
| 7 | 28 maart 2001 | Tsjechië – Denemarken | 0 − 0 | WK-kwalificatie |
| 8 | 25 april 2001 | Denemarken – Slovenië | 3 − 0 | Oefeninterland |
| 9 | 2 juni 2001 | Denemarken – Tsjechië | 2 − 1 | WK-kwalificatie |
| 10 | 6 juni 2001 | Denemarken – Malta | 2 − 1 | WK-kwalificatie |
| 11 | 15 augustus 2001 | Frankrijk – Denemarken | 1 − 0 | Oefeninterland |
| 12 | 1 september 2001 | Denemarken – Noord-Ierland | 1 − 1 | WK-kwalificatie |
| 13 | 5 september 2001 | Bulgarije – Denemarken | 0 − 2 | WK-kwalificatie |
| 14 | 6 oktober 2001 | Denemarken – IJsland | 6 − 0 | WK-kwalificatie |
| 15 | 10 november 2001 | Denemarken – Nederland | 1 − 1 | Oefeninterland |
| 16 | 13 februari 2002 | Saoedi-Arabië – Denemarken | 0 − 1 | Oefeninterland |
| 17 | 27 maart 2002 | Ierland – Denemarken | 3 − 0 | Oefeninterland |
| 18 | 17 april 2002 | Denemarken – IJsland | 3 − 1 | Oefeninterland |
| 19 | 17 mei 2002 | Denemarken – Kameroen | 2 − 1 | Oefeninterland |
| 20 | 26 mei 2002 | Denemarken – Tunesië | 2 − 1 | Oefeninterland |
| 21 | 1 juni 2002 | Uruguay – Denemarken | 1 − 2 | WK-eindronde |
| 22 | 6 juni 2002 | Senegal – Denemarken | 1 − 1 | WK-eindronde |
| 23 | 11 juni 2002 | Denemarken – Frankrijk | 2 − 0 | WK-eindronde |
| 24 | 15 juni 2002 | Denemarken – Engeland | 0 − 3 | WK-eindronde |
| 25 | 21 augustus 2002 | Schotland – Denemarken | 0 − 1 | Oefeninterland |
| 26 | 7 september 2002 | Noorwegen – Denemarken | 2 − 2 | EK-kwalificatie |
| 27 | 12 oktober 2002 | Denemarken – Luxemburg | 2 − 0 | EK-kwalificatie |
| 28 | 20 november 2002 | Denemarken – Polen | 2 − 0 | Oefeninterland |
| 29 | 12 februari 2003 | Egypte – Denemarken | 1 − 4 | Oefeninterland |
| 30 | 29 maart 2003 | Roemenië – Denemarken | 2 − 5 | EK-kwalificatie |
| 31 | 2 april 2003 | Denemarken – Bosnië en Herzegovina | 0 − 2 | EK-kwalificatie |
| 32 | 30 april 2003 | Denemarken – Oekraïne | 1 − 0 | Oefeninterland |
| 33 | 7 juni 2003 | Denemarken – Noorwegen | 1 − 0 | EK-kwalificatie |
| 34 | 11 juni 2003 | Luxemburg – Denemarken | 0 − 2 | EK-kwalificatie |
| 35 | 20 augustus 2003 | Denemarken – Finland | 1 − 1 | Oefeninterland |
| 36 | 10 september 2003 | Denemarken – Roemenië | 2 − 2 | EK-kwalificatie |
| 37 | 11 oktober 2003 | Bosnië en Herzegovina – Denemarken | 1 − 1 | EK-kwalificatie |
| 38 | 16 november 2003 | Engeland – Denemarken | 2 − 3 | Oefeninterland |
| 39 | 18 februari 2004 | Turkije – Denemarken | 0 − 1 | Oefeninterland |
| 40 | 31 maart 2004 | Spanje – Denemarken | 2 − 0 | Oefeninterland |
| 41 | 28 april 2004 | Denemarken – Schotland | 1 − 0 | Oefeninterland |
| 42 | 30 mei 2004 | Estland – Denemarken | 2 − 2 | Oefeninterland |
| 43 | 5 juni 2004 | Denemarken – Kroatië | 1 − 2 | Oefeninterland |
| 44 | 14 juni 2004 | Denemarken – Italië | 0 − 0 | EK-eindronde |
| 45 | 18 juni 2004 | Denemarken – Bulgarije | 2 − 0 | EK-eindronde |
| 46 | 22 juni 2004 | Denemarken – Zweden | 2 − 2 | EK-eindronde |
| 47 | 27 juni 2004 | Tsjechië – Denemarken | 3 − 0 | EK-eindronde |
| 48 | 18 augustus 2004 | Polen – Denemarken | 1 − 5 | Oefeninterland |
| 49 | 4 september 2004 | Denemarken – Oekraïne | 1 − 1 | WK-kwalificatie |
| 50 | 9 oktober 2004 | Albanië – Denemarken | 0 − 2 | WK-kwalificatie |
| 51 | 13 oktober 2004 | Denemarken – Turkije | 1 − 1 | WK-kwalificatie |
| 52 | 17 november 2004 | Georgië – Denemarken | 2 − 2 | WK-kwalificatie |
| 53 | 9 februari 2005 | Griekenland – Denemarken | 2 − 1 | WK-kwalificatie |
| 54 | 26 maart 2005 | Denemarken – Kazachstan | 3 − 0 | WK-kwalificatie |
| 55 | 30 maart 2005 | Oekraïne – Denemarken | 1 − 0 | WK-kwalificatie |
| 56 | 2 juni 2005 | Finland – Denemarken | 0 − 1 | Oefeninterland |
| 57 | 8 juni 2005 | Denemarken – Albanië | 3 − 1 | WK-kwalificatie |
| 58 | 17 augustus 2005 | Denemarken – Engeland | 4 − 1 | Oefeninterland |
| 59 | 3 september 2005 | Turkije – Denemarken | 2 − 2 | WK-kwalificatie |
| 60 | 7 september 2005 | Denemarken – Georgië | 6 − 1 | WK-kwalificatie |
| 61 | 8 oktober 2005 | Denemarken – Griekenland | 1 − 0 | WK-kwalificatie |
| 62 | 12 oktober 2005 | Kazachstan – Denemarken | 1 − 2 | WK-kwalificatie |
| 63 | 1 maart 2006 | Israël – Denemarken | 0 − 2 | Oefeninterland |
| 64 | 27 mei 2006 | Denemarken – Paraguay | 1 − 1 | Oefeninterland |
| 65 | 31 mei 2006 | Frankrijk – Denemarken | 2 − 0 | Oefeninterland |
| 66 | 16 augustus 2006 | Denemarken – Polen | 2 − 0 | Oefeninterland |
| 67 | 1 september 2006 | Denemarken – Portugal | 4 − 2 | Oefeninterland |
| 68 | 6 september 2006 | IJsland – Denemarken | 0 − 2 | EK-kwalificatie |
| 69 | 7 oktober 2006 | Denemarken – Noord-Ierland | 0 − 0 | EK-kwalificatie |
| 70 | 11 oktober 2006 | Liechtenstein – Denemarken | 0 − 4 | EK-kwalificatie |
| 71 | 15 november 2006 | Tsjechië – Denemarken | 1 − 1 | Oefeninterland |
| 72 | 6 februari 2007 | Australië – Denemarken | 1 − 3 | Oefeninterland |
| 73 | 24 maart 2007 | Spanje – Denemarken | 2 − 1 | EK-kwalificatie |
| 74 | 28 maart 2007 | Duitsland – Denemarken | 0 − 1 | Oefeninterland |
| 75 | 2 juni 2007 | Denemarken – Zweden | 3 − 3 | EK-kwalificatie |
| 76 | 6 juni 2007 | Letland – Denemarken | 0 − 2 | EK-kwalificatie |
| 77 | 22 augustus 2007 | Denemarken – Ierland | 0 − 4 | Oefeninterland |
| 78 | 8 september 2007 | Zweden – Denemarken | 0 − 0 | EK-kwalificatie |
| 79 | 12 september 2007 | Denemarken – Liechtenstein | 4 − 0 | EK-kwalificatie |
| 80 | 13 oktober 2007 | Denemarken – Spanje | 1 − 3 | EK-kwalificatie |
| 81 | 17 oktober 2007 | Denemarken – Letland | 3 − 1 | EK-kwalificatie |
| 82 | 17 november 2007 | Noord-Ierland – Denemarken | 2 − 1 | EK-kwalificatie |
| 83 | 21 november 2007 | Denemarken – IJsland | 3 − 0 | EK-kwalificatie |
| 84 | 6 februari 2008 | Slovenië – Denemarken | 1 − 2 | Oefeninterland |
| 85 | 26 maart 2008 | Denemarken – Tsjechië | 1 − 1 | Oefeninterland |
| 86 | 29 mei 2008 | Nederland – Denemarken | 1 − 1 | Oefeninterland |
| 87 | 1 juni 2008 | Polen – Denemarken | 1 − 1 | Oefeninterland |
| 88 | 20 augustus 2008 | Denemarken – Spanje | 0 − 3 | Oefeninterland |
| 89 | 6 september 2008 | Hongarije – Denemarken | 0 − 0 | WK-kwalificatie |
| 90 | 10 september 2008 | Portugal – Denemarken | 2 − 3 | WK-kwalificatie |
| 91 | 11 oktober 2008 | Denemarken – Malta | 3 − 0 | WK-kwalificatie |
| 92 | 19 november 2008 | Denemarken – Wales | 0 − 1 | Oefeninterland |
| 93 | 11 februari 2009 | Griekenland – Denemarken | 1 − 1 | Oefeninterland |
| 94 | 28 maart 2009 | Malta – Denemarken | 0 − 3 | WK-kwalificatie |
| 95 | 1 april 2009 | Denemarken – Albanië | 3 − 0 | WK-kwalificatie |
| 96 | 6 juni 2009 | Zweden – Denemarken | 0 − 1 | WK-kwalificatie |
| 97 | 12 augustus 2009 | Denemarken – Chili | 1 − 2 | Oefeninterland |
| 98 | 5 september 2009 | Denemarken – Portugal | 1 − 1 | WK-kwalificatie |
| 99 | 9 september 2009 | Albanië – Denemarken | 1 − 1 | WK-kwalificatie |
| 100 | 10 oktober 2009 | Denemarken – Zweden | 1 − 0 | WK-kwalificatie |
| 101 | 14 oktober 2009 | Denemarken – Hongarije | 0 − 1 | WK-kwalificatie |
| 102 | 14 november 2009 | Denemarken – Zuid-Korea | 0 − 0 | Oefeninterland |
| 103 | 18 november 2009 | Denemarken – Verenigde Staten | 3 − 1 | Oefeninterland |
| 104 | 3 maart 2010 | Oostenrijk – Denemarken | 2 − 1 | Oefeninterland |
| 105 | 27 mei 2010 | Denemarken – Senegal | 2 − 0 | Oefeninterland |
| 106 | 1 juni 2010 | Australië – Denemarken | 1 − 0 | Oefeninterland |
| 107 | 5 juni 2010 | Zuid-Afrika – Denemarken | 1 − 0 | Oefeninterland |
| 108 | 14 juni 2010 | Denemarken – Nederland | 0 − 2 | WK-eindronde |
| 109 | 19 juni 2010 | Kameroen – Denemarken | 1 − 2 | WK-eindronde |
| 110 | 24 juni 2010 | Japan – Denemarken | 3 − 1 | WK-eindronde |
| 111 | 11 augustus 2010 | Denemarken – Duitsland | 2 − 2 | Oefeninterland |
| 112 | 7 september 2010 | Denemarken – IJsland | 1 − 0 | EK-kwalificatie |
| 113 | 8 oktober 2010 | Portugal – Denemarken | 3 − 1 | EK-kwalificatie |
| 114 | 12 oktober 2010 | Denemarken – Cyprus | 2 − 0 | EK-kwalificatie |
| 115 | 17 november 2010 | Denemarken – Tsjechië | 0 − 0 | Oefeninterland |
| 116 | 9 februari 2011 | Denemarken – Engeland | 1 − 2 | Oefeninterland |
| 117 | 26 maart 2011 | Noorwegen – Denemarken | 1 − 1 | EK-kwalificatie |
| 118 | 29 maart 2011 | Slowakije – Denemarken | 1 − 2 | Oefeninterland |
| 119 | 4 juni 2011 | IJsland – Denemarken | 0 − 2 | EK-kwalificatie |
| 120 | 10 augustus 2011 | Schotland – Denemarken | 2 − 1 | Oefeninterland |
| 121 | 6 september 2011 | Denemarken – Noorwegen | 2 − 0 | EK-kwalificatie |
| 122 | 7 oktober 2011 | Cyprus – Denemarken | 1 − 4 | EK-kwalificatie |
| 123 | 11 oktober 2011 | Denemarken – Portugal | 2 − 1 | EK-kwalificatie |
| 124 | 11 november 2011 | Denemarken – Zweden | 2 − 0 | Oefeninterland |
| 125 | 15 november 2011 | Denemarken – Finland | 2 − 1 | Oefeninterland |
| 126 | 29 februari 2012 | Denemarken – Rusland | 0 − 2 | Oefeninterland |
| 127 | 26 mei 2012 | Brazilië – Denemarken | 3 − 1 | Oefeninterland |
| 128 | 2 juni 2012 | Denemarken – Australië | 2 − 0 | Oefeninterland |
| 129 | 9 juni 2012 | Denemarken – Nederland | 1 − 0 | EK-eindronde |
| 130 | 13 juni 2012 | Denemarken – Portugal | 2 − 3 | EK-eindronde |
| 131 | 17 juni 2012 | Denemarken – Duitsland | 1 − 2 | EK-eindronde |
| 132 | 15 augustus 2012 | Denemarken – Slowakije | 1 − 3 | Oefeninterland |
| 133 | 8 september 2012 | Denemarken – Tsjechië | 0 − 0 | WK-kwalificatie |
| 134 | 12 oktober 2012 | Bulgarije – Denemarken | 1 − 1 | WK-kwalificatie |
| 135 | 16 oktober 2012 | Italië – Denemarken | 3 − 1 | WK-kwalificatie |
| 136 | 14 november 2012 | Turkije – Denemarken | 1 − 1 | Oefeninterland |
| 137 | 6 februari 2013 | Macedonië – Denemarken | 3 − 0 | Oefeninterland |
| 138 | 22 maart 2013 | Tsjechië – Denemarken | 0 − 3 | WK-kwalificatie |
| 139 | 26 maart 2013 | Denemarken – Bulgarije | 1 − 1 | WK-kwalificatie |
| 140 | 5 juni 2013 | Denemarken – Georgië | 2 − 1 | Oefeninterland |
| 141 | 11 juni 2013 | Denemarken – Armenië | 0 − 4 | WK-kwalificatie |
| 142 | 14 augustus 2013 | Polen – Denemarken | 3 − 2 | Oefeninterland |
| 143 | 6 september 2013 | Malta – Denemarken | 1 − 2 | WK-kwalificatie |
| 144 | 10 september 2013 | Armenië – Denemarken | 0 − 1 | WK-kwalificatie |
| 145 | 11 oktober 2013 | Denemarken – Italië | 2 − 2 | WK-kwalificatie |
| 146 | 15 oktober 2013 | Denemarken – Malta | 6 − 0 | WK-kwalificatie |
| 147 | 15 november 2013 | Denemarken – Noorwegen | 2 − 1 | Oefeninterland |
| 148 | 5 maart 2014 | Engeland – Denemarken | 1 − 0 | Oefeninterland |
| 149 | 22 mei 2014 | Hongarije – Denemarken | 2 − 2 | Oefeninterland |
| 150 | 28 mei 2014 | Denemarken – Zweden | 1 − 0 | Oefeninterland |
| 151 | 3 september 2014 | Denemarken – Turkije | 1 − 2 | Oefeninterland |
| 152 | 7 september 2014 | Denemarken – Armenië | 2 − 1 | EK-kwalificatie |
| 153 | 11 oktober 2014 | Albanië – Denemarken | 1 − 1 | EK-kwalificatie |
| 154 | 14 oktober 2014 | Denemarken – Portugal | 0 − 1 | EK-kwalificatie |
| 155 | 14 november 2014 | Servië – Denemarken | 1 − 3 | EK-kwalificatie |
| 156 | 18 november 2014 | Roemenië – Denemarken | 2 − 0 | Oefeninterland |
| 157 | 25 maart 2015 | Denemarken – Verenigde Staten | 3 − 2 | Oefeninterland |
| 158 | 29 maart 2015 | Frankrijk – Denemarken | 2 − 0 | Oefeninterland |
| 159 | 8 juni 2015 | Denemarken – Montenegro | 2 − 1 | Oefeninterland |
| 160 | 13 juni 2015 | Denemarken – Servië | 2 − 0 | EK-kwalificatie |
| 161 | 4 september 2015 | Denemarken – Albanië | 0 − 0 | EK-kwalificatie |
| 162 | 7 september 2015 | Armenië – Denemarken | 0 − 0 | EK-kwalificatie |
| 163 | 8 oktober 2015 | Portugal – Denemarken | 1 − 0 | EK-kwalificatie |
| 164 | 11 oktober 2015 | Denemarken – Frankrijk | 1 − 2 | Oefeninterland |
| 165 | 14 november 2015 | Zweden – Denemarken | 2 − 1 | EK-kwalificatie |
| 166 | 17 november 2015 | Denemarken – Zweden | 2 − 2 | EK-kwalificatie |

## Erelijst
Als speler
| UEFA Cup              | 1x | 1982/83                   |
| Eerste klasse         | 3x | 1980/81, 1984/85, 1985/86 |
| Belgische Supercup    | 1x | 1985                      |
| Trofee Jules Pappaert | 2x | 1983, 1985                |

Als trainer
| Competitie              |            |            |            |            |
| Competitie              | Aantal     | Jaren      |            |            |
| Brøndby IF              | Brøndby IF | Brøndby IF | Brøndby IF | Brøndby IF |
| ----------------------- | ---------- | ---------- | ---------- | ---------- |
| 1. division/Superligaen | 2x         | 1990, 1991 |            |            |
| Ajax                    |            |            |            |            |
| Eredivisie              | 1x         | 1997/98    |            |            |
| KNVB beker              | 1x         | 1997/98    |            |            |

Individueel als speler/trainer
| Deens Voetballer van het Jaar                     | 2x | 1983, 1986 |
| UEFA Europees Kampioenschap Team van het Toernooi | 1x | 1984       |
| Orde van de Dannebrog                             | 1x | 2010       |
| DBUs Hall of Fame                                 | 1x | 2016       |

## Privé
Morten Olsen is getrouwd met een Belgische. Hij spreekt naast Deens ook Nederlands, Duits, Frans en Engels. Olsen woont in Beersel, vijftien kilometer van Brussel.